# Adicella erato
Adicella erato är en nattsländeart som beskrevs av Schmid 1994. Adicella erato ingår i släktet Adicella och familjen långhornssländor. Inga underarter finns listade i Catalogue of Life.